# Ла Плена (Порторико)
Ла Плена (шп. La Plena) град је у америчкој острвској територији Порторико, острвској држави Кариба.

## Демографија
По попису из 2010. године број становника је 865, што је 171 (-16,5%) становника мање него 2000. године.
| Група             | 2000.         | 2010.       |
| Белци             | 2 (0,2%)      | 2 (0,2%)    |
| Афроамериканци    | 32 (3,1%)     | 98 (11,3%)  |
| Азијати           | 10 (1,0%)     | 0 (0,0%)    |
| Хиспаноамериканци | 1.034 (99,8%) | 863 (99,8%) |
| Укупно            | 1.036         | 865         |